# دير مار أوكين
دير مار أوكين هو دير تابع للكنيسة السريانية الأرثوذكسية، يقع دير مار أوكين أو مار أوجين المبشر (بالسريانية ܕܝܪܐ ܕܡܪܝ ܐܘܓܝܢ) (بالقبطية أوجين) في جبل إيزلا (الأزل) في منطقة نصيبين  في ولاية (محافظة) ماردين جنوب شرق تركيا، قرب الحدود مع سوريا.
بُني هذا الدير في النصف الأول من القرن الرابع الميلادي حيث قدم مار أوكين وهو راهب قبطي من بلاد الأقباط (مصر) ومعه سبعين تلميذاً من تلاميذه المصريين ليبشر بالمسيحية في منطقة نصيبين و أطرافها؛ حيث كانت المنطقة إذّاك تتبع الدولة الفارسية؛ وكانت أجزاء كبيرة منها لا تزال تدين بالمجوسية والوثنية وعبادة الأصنام.

## مار أوكين المبشر
تفرغ مار أوكين للعبادة والسهر و الصوم والصلوات الدائمة في مغارته في جبل إيزلا (الأزل)، حتى ظهر له (كما تذكر القصة الدينية) ملاك الرب وطلب منه أن ينزل مع تلاميذه إلى القرى والنواحي التي في تلك البلاد في (Gremira, Mar bobo, Gundukshukro Maare, Azekh ,Nisibin، (Botan)Gziro, Arkah - harabemishka )-- ( ܢܨܝܒܝܢ - ܚܪܒܬ̥ܐ ܕܐܝܠ̈ܐ ( ܟ̥ܪܒܐܠܗ - ܐܪܟܚ) - ܚܪܒܬ̥ܐ ܕܥܘܩܒܪ̈ܐ (ܟ̥ܪܐܒܗ ܡܫܟܗ)- ܩܪܝܬܐ ܕܥܕܬܐ - ܓܪܝܡܝܪܐ - ܡܥܪ̈ܐ - ܡܪܒܘܒܘ - ܐܙܟ̥ - ܓܙܪܬܐ) ( نصيبين -غريميرا - معاري - آزخ - جزيرة ابن عمر - مربوبو - خرابي مشكه (خربة الفئران) - خربالي (أركح) (خربة الغزلان) - غوندك شكرو (قرية الكنيسة)) وغيرها المئات، فنشر مار أوكين مع تلاميذه المسيحية في تلك الجبال السريانية ونقلها من عبادة الأوثان إلى عبادة الإله الواحد، خاصة بعد شفائه لابن الحاكم الفارسي في منطقة نصيبين.
ومن الجدير بالذكر أن أهالي تلك المناطق المحيطة بالدير حتى الآن يطلبون شفاعة القديس مار أوكين المبشر ويعتبرونه كثيراً جداً في المحبة، كما أوصى الكتاب المقدس، وبينهم اليوم كثير من المسلمين والإيزيديين الذين يجلون القديس كثيراً ويهابونه.
كما يؤكد الآباء أن مار أوكين التقى بالقديس مار يعقوب النصيبيني (معلم مار أفرام السرياني) وتنبأ له بأنه سيصبح أسقفاً (مطراناً) على نصيبين ، وقد وصل عدد تلامذة أوكين المبشر إلى 350 تلميذاً من أشهرهم القديسين مار إشعيا الحلبي ومار ميخائيل النوهدري ومار آحو ومار ملكي (ابن أخت مار أوكين - وديره دير مار ملكي القلوزمي (نسبة إلى المنطقة القبطية التي جاء منها مع خاله ) في أركح (خربالي)) ومار يوحانون كامولايا وغيرهم الكثير .

## تاريخ دير مار أوكين
بني دير مار أوكين في النصف الأول من القرن الرابع الميلادي ، لكن قدوم مار أوكين وتلامذته كان قبل عدة سنوات من بنائه، وكلمة مار باللغة السريانية تعني السيد وهي كلمة تطلق على القديسين إكراماً لهم. وقد كان عدد تلاميذ مار أوكين سبعين تلميذاً على عدد تلامذة السيد المسيح الذين أرسلهم في الإنجيل المقدس ( إنجيل لوقا البشير (10 :1))، لهذا فإن مار أوكين اعتُبر المسيح الثاني وخاصة في الأوساط المسيحية الشرقية.
وقد ظل الدير بأيدي رهبان الكنيسة السريانية الأرثوذكسية حتى نهاية القرن الثامن الميلادي، حيث انتقل إليه عدد كبير من رهبان كنيسة المشرق الرسولية الجامعة .
واستمرّ ذلك حتى بداية القرن الثامن عشر الميلادي، حيث عاد إليه رهبان الأرثوذكس.
وقد سار على طريقة مار أوكين الرهبانية القديسين مار شموئيل (صموئيل) ومار شمعون القرطميني و مار كبرئيل وغيرهم من الرهبان السريان في طور عبدين وجبل إيزلا و دير مار كبرئيل.